# Natação no Campeonato Mundial de Esportes Aquáticos de 2024 - 100 m livre masculino

A prova dos 100 metros livre masculino da natação no Campeonato Mundial de Esportes Aquáticos de 2024 foi realizada nos dias 14 e 15 de fevereiro de 2024 em Doha, no Catar.

## Formato da competição
A competição consiste em três rodadas: eliminatórias, semifinais e final. Os nadadores com os 16 melhores tempos nas baterias preliminares avançam as semifinais. Já os nadadores com os 8 melhores tempos nas semifinais avançam a final. Desempates (swim-offs) são utilizados conforme necessário para quebrar os empates de avanço a próxima rodada.

## Cronograma
Todos os horários estão na hora local (UTC+3).
| Data            | Hora  | Evento        |
| --------------- | ----- | ------------- |
| 14 de fevereiro | 09:45 | Eliminatórias |
| 14 de fevereiro | 19:26 | Semifinais    |
| 15 de fevereiro | 19:21 | Final         |

## Recordes
Antes desta competição, os recordes mundiais e do campeonato nesta prova eram os seguintes:
| Tipo                  | Atleta         | Tempo  | Local | Data                 |
| --------------------- | -------------- | ------ | ----- | -------------------- |
|                       | David Popovici | 46s 86 | Roma  | 13 de agosto de 2022 |
| Recorde do campeonato | Cesar Cielo    | 46s 91 | Roma  | 30 de julho de 2009  |

Os seguintes recordes foram estabelecidos durante essa competição:
| Data            | Evento | Nadador    | Nacionalidade | Tempo | Recorde |
| --------------- | ------ | ---------- | ------------- | ----- | ------- |
| 11 de fevereiro | Final* | Pan Zhanle | China         | 46.80 | ,       |

* Divisão do revezamento 4 × 100 m livre masculino

## Medalhistas
| Ouro               | Prata                       | Bronze                  |
| Pan Zhanle · China | Alessandro Miressi · Itália | Nándor Németh · Hungria |

## Resultados

### Eliminatórias
Esses foram os resultados das eliminatórias. A prova foi realizada no dia 14 de fevereiro com início às 09:45. 
| Pos. | Bateria | Raia | Nadador                    | Nacionalidade          | Tempo   | Notas            |
| ---- | ------- | ---- | -------------------------- | ---------------------- | ------- | ---------------- |
| 1    | 10      | 4    | Pan Zhanle                 | China                  | 47.82   | Q                |
| 2    | 11      | 4    | Alessandro Miressi         | Itália                 | 47.94   | Q                |
| 3    | 12      | 5    | Nándor Németh              | Hungria                | 48.03   | Q                |
| 4    | 12      | 4    | Matt Richards              | Grã-Bretanha           | 48.05   | Q                |
| 5    | 10      | 5    | Matt King                  | Estados Unidos         | 48.11   | Q                |
| 6    | 11      | 3    | Hwang Sun-woo              | Coreia do Sul          | 48.15   | Q                |
| 7    | 10      | 3    | Andrej Barna               | Sérvia                 | 48.31   | Q                |
| 8    | 11      | 7    | Mikel Schreuders           | Aruba                  | 48.59   | Q                |
| 9    | 11      | 6    | Wang Haoyu                 | China                  | 48.61   | Q                |
| 10   | 11      | 2    | Manuel Frigo               | Itália                 | 48.65   | Q                |
| 11   | 11      | 1    | Sergio De Celis Montalbán  | Espanha                | 48.68   | Q                |
| 12   | 12      | 3    | Diogo Ribeiro              | Portugal               | 48.72   | Q                |
| 13   | 12      | 6    | Cameron Gray               | Nova Zelândia          | 48.81   | Q                |
| 14   | 11      | 8    | Björn Seeliger             | Suécia                 | 48.84   | Q                |
| 15   | 12      | 2    | Kai Taylor                 | Austrália              | 48.88   | Q                |
| 16   | 12      | 1    | Kamil Sieradzki            | Polónia                | 48.93   | Q                |
| 17   | 11      | 5    | Jack Cartwright            | Austrália              | 49.01   |                  |
| 18   | 11      | 0    | Chad le Clos               | África do Sul          | 49.04   |                  |
| 19   | 12      | 0    | Alberto Mestre             | Venezuela              | 49.09   |                  |
| 20   | 10      | 6    | Szebasztián Szabó          | Hungria                | 49.10   |                  |
| 21   | 9       | 7    | Matej Duša                 | Eslováquia             | 49.12   | Recorde nacional |
| 22   | 10      | 7    | Heiko Gigler               | Áustria                | 49.16   |                  |
| 23   | 10      | 9    | Tomas Lukminas             | Lituânia               | 49.18   |                  |
| 24   | 10      | 2    | Javier Acevedo             | Canadá                 | 49.19   |                  |
| 24   | 10      | 0    | Shane Ryan                 | Irlanda                | 49.19   |                  |
| 26   | 11      | 9    | Vladyslav Bukhov           | Ucrânia                | 49.24   |                  |
| 27   | 10      | 8    | Breno Correia              | Brasil                 | 49.29   |                  |
| 28   | 12      | 8    | Jonathan Tan               | Singapura              | 49.32   |                  |
| 29   | 10      | 1    | Jorge Iga                  | México                 | 49.35   |                  |
| 30   | 9       | 6    | Wesley Roberts             | Ilhas Cook             | 49.41   |                  |
| 31   | 12      | 9    | Adilbek Mussin             | Cazaquistão            | 49.45   |                  |
| 32   | 12      | 7    | Denis Loktev               | Israel                 | 49.50   |                  |
| 33   | 9       | 3    | Patrick Dinu               | Roménia                | 49.53   |                  |
| 34   | 9       | 8    | Kaloyan Bratanov           | Bulgária               | 49.67   |                  |
| 35   | 9       | 1    | Artur Barseghyan           | Armênia                | 50.19   |                  |
| 36   | 9       | 4    | Dulyawat Kaewsriyong       | Tailândia              | 50.35   |                  |
| 37   | 7       | 6    | Yousuf Al-Matrooshi        | Emirados Árabes Unidos | 50.49   |                  |
| 38   | 8       | 7    | Javier Núñez               | República Dominicana   | 50.54   |                  |
| 39   | 9       | 9    | Tanish Mathew              | Índia                  | 50.58   |                  |
| 40   | 8       | 3    | Leo Nolles                 | Uruguai                | 50.73   |                  |
| 41   | 3       | 9    | Kyle Abeysinghe            | Sri Lanka              | 50.99   |                  |
| 42   | 8       | 6    | Marvin Johnson             | Bahamas                | 51.01   |                  |
| 43   | 8       | 5    | Joe Kurniawan              | Indonésia              | 51.15   |                  |
| 44   | 6       | 4    | Benjamin Schnapp           | Chile                  | 51.29   |                  |
| 45   | 8       | 4    | Samyar Abdoli              | Irão                   | 51.35   |                  |
| 46   | 7       | 4    | Isaac Beitia               | Panamá                 | 51.40   |                  |
| 47   | 7       | 5    | Matthieu Seye              | Senegal                | 51.47   |                  |
| 47   | 9       | 0    | Adi Mešetović              | Bósnia e Herzegovina   | 51.47   |                  |
| 49   | 8       | 8    | Emad Zapen                 | Jordânia               | 51.53   |                  |
| 50   | 7       | 1    | Enkhtamir Batbayar         | Mongólia               | 51.55   |                  |
| 50   | 8       | 1    | Jayhan Odlum-Smith         | Santa Lúcia            | 51.55   |                  |
| 52   | 5       | 5    | Mohamed Mahmoud            | Catar                  | 51.71   |                  |
| 53   | 8       | 9    | Reds Rullis                | Letônia                | 51.72   |                  |
| 54   | 8       | 2    | James Allison              | Ilhas Caimã            | 51.75   |                  |
| 55   | 9       | 2    | Ian Ho                     | Hong Kong              | 51.77   |                  |
| 55   | 6       | 3    | Hansel McCaig              | Fiji                   | 51.77   |                  |
| 57   | 7       | 2    | Egor Covaliov              | Moldávia               | 51.94   |                  |
| 58   | 1       | 3    | Zaid Al-Sarraj             | Arábia Saudita         | 52.04   |                  |
| 58   | 7       | 7    | Musa Zhalayev              | Turquemenistão         | 52.04   |                  |
| 60   | 8       | 0    | Alaa Maso                  | Atleta refugiado       | 52.05   |                  |
| 61   | 3       | 0    | Alex Sobers                | Barbados               | 52.09   |                  |
| 62   | 5       | 4    | Alexander Shah             | Nepal                  | 52.17   |                  |
| =62  | 6       | 8    | Grisi Koxhaku              | Albânia                | 52.17   |                  |
| 64   | 7       | 0    | Colins Ebingha             | Nigéria                | 52.19   |                  |
| 65   | 5       | 3    | Mohamad Zubaid             | Kuwait                 | 52.21   |                  |
| 66   | 6       | 5    | Johann Stickland           | Samoa                  | 52.33   |                  |
| 67   | 6       | 7    | Nixon Hernández            | El Salvador            | 52.41   |                  |
| 68   | 2       | 2    | Bernat Lomero              | Andorra                | 52.53   |                  |
| 69   | 6       | 0    | Ovesh Purahoo              | Ilhas Maurícias        | 52.55   |                  |
| 70   | 4       | 2    | Raekwon Noel               | Guiana                 | 52.59   |                  |
| 71   | 6       | 6    | Henrique Mascernhas        | Angola                 | 52.62   |                  |
| 72   | 6       | 2    | Tendo Mukalazi             | Uganda                 | 52.63   |                  |
| 73   | 6       | 9    | Ridhwan Mohamed            | Quênia                 | 52.71   |                  |
| 75   | 7       | 3    | Stefano Mitchell           | Antilhas Holandesas    | 52.86   |                  |
| 74   | 7       | 8    | Sidrell Williams           | Jamaica                | 52.76   |                  |
| 76   | 7       | 9    | Yazan Al-Bawwab            | Palestina              | 52.93   |                  |
| 77   | 5       | 6    | José Alberto Quintanilla   | Bolívia                | 53.08   |                  |
| 78   | 5       | 2    | Issa Al-Adawi              | Omã                    | 53.29   |                  |
| 79   | 5       | 7    | Syed Muhammad Haseeb Tariq | Paquistão              | 54.05   |                  |
| 80   | 5       | 1    | Finau Ohuafi               | Tonga                  | 54.09   |                  |
| 81   | 6       | 1    | Luka Kukhalashvili         | Geórgia                | 54.41   |                  |
| 82   | 3       | 7    | Osama Trabulsi             | Síria                  | 54.49   |                  |
| 83   | 4       | 4    | Josh Tarere                | Papua-Nova Guiné       | 54.72   |                  |
| 84   | 3       | 6    | James Hendrix              | Guam                   | 55.03   |                  |
| 85   | 2       | 8    | Alexien Kouma              | Mali                   | 55.13   |                  |
| 85   | 5       | 8    | Jeno Heyns                 | Suriname               | 55.13   |                  |
| 87   | 5       | 0    | Belly-Cresus Ganira        | Burundi                | 55.29   |                  |
| 88   | 5       | 9    | Haziq Samil                | Brunei                 | 55.36   |                  |
| 89   | 4       | 3    | Sangay Tenzin              | Butão                  | 55.42   |                  |
| 90   | 4       | 5    | Phansovannarun Montross    | Camboja                | 55.48   |                  |
| 91   | 2       | 6    | Siraj Al-Sharif            | Líbia                  | 56.27   |                  |
| 92   | 4       | 6    | Cedrick Niyibizi           | Ruanda                 | 56.64   |                  |
| 93   | 4       | 7    | Michael Joseph             | Tanzânia               | 57.30   |                  |
| 94   | 3       | 8    | Jefferson Kpanou           | Benim                  | 57.54   |                  |
| 95   | 2       | 0    | Camil Doua                 | Mauritânia             | 57.80   |                  |
| 96   | 2       | 4    | Asher Banda                | Malawi                 | 1:00.03 |                  |
| 97   | 4       | 1    | Edgar Iro                  | Ilhas Salomão          | 1:00.62 |                  |
| 98   | 3       | 4    | Elhadj Diallo              | Guiné                  | 1:01.68 |                  |
| 99   | 4       | 0    | Johnathan Silas            | Vanuatu                | 1:01.86 | Recorde nacional |
| 100  | 4       | 8    | Phillip Kinono             | Ilhas Marshall         | 1:01.92 |                  |
| 101  | 1       | 5    | Nguichie Ga                | Camarões               | 1:02.20 |                  |
| 102  | 4       | 9    | Christian Nortey           | Gana                   | 1:02.39 |                  |
| 103  | 1       | 4    | Magnim Daou                | Togo                   | 1:02.48 |                  |
| 104  | 3       | 1    | Ousman Jobe                | Gâmbia                 | 1:03.76 |                  |
| 105  | 2       | 3    | Aseel Khousrof             | Iêmen                  | 1:03.76 |                  |
| 106  | 3       | 2    | Troy Nisbett               | São Cristóvão e Neves  | 1:05.84 |                  |
| 107  | 3       | 5    | Jolanio Guterres           | Timor-Leste            | 1:09.84 |                  |
| 108  | 2       | 1    | Marouane Mamane            | Níger                  | 1:15.54 |                  |
| –    | 2       | 5    | Jainny Pinto               | São Tomé e Príncipe    | DNS     | DNS              |
| –    | 2       | 7    | Freddy Mayala              | República do Congo     | DNS     | DNS              |
| –    | 9       | 5    | Kregor Zirk                | Estónia                | DNS     | DNS              |
| –    | 3       | 3    | Pedro Rogery               | Guiné-Bissau           | DSQ     | DSQ              |

### Semifinais
Esses foram os resultados das semifinais. A prova foi realizada no dia 14 de fevereiro com início às 19:26.
| Pos. | Bateria | Raia | Nadador                   | Nacionalidade  | Tempo | Notas            |
| ---- | ------- | ---- | ------------------------- | -------------- | ----- | ---------------- |
| 1    | 2       | 4    | Pan Zhanle                | China          | 47.73 | Q                |
| 2    | 1       | 4    | Alessandro Miressi        | Itália         | 47.88 | Q                |
| 3    | 1       | 3    | Hwang Sun-woo             | Coreia do Sul  | 47.93 | Q                |
| 4    | 2       | 5    | Nándor Németh             | Hungria        | 47.96 | Q                |
| 5    | 2       | 6    | Andrej Barna              | Sérvia         | 48.05 | Q                |
| 6    | 2       | 2    | Wang Haoyu                | China          | 48.11 | Q                |
| 7    | 2       | 3    | Matt King                 | Estados Unidos | 48.17 | Q                |
| 8    | 1       | 5    | Matt Richards             | Grã-Bretanha   | 48.22 | Q                |
| 9    | 1       | 2    | Manuel Frigo              | Itália         | 48.25 |                  |
| 10   | 2       | 7    | Sergio De Celis Montalbán | Espanha        | 48.39 | Recorde nacional |
| 11   | 1       | 7    | Diogo Ribeiro             | Portugal       | 48.44 |                  |
| 12   | 1       | 6    | Mikel Schreuders          | Aruba          | 48.46 |                  |
| 13   | 2       | 8    | Kai Taylor                | Austrália      | 48.50 |                  |
| 14   | 2       | 1    | Cameron Gray              | Nova Zelândia  | 48.73 |                  |
| 15   | 1       | 8    | Kamil Sieradzki           | Polónia        | 48.80 |                  |
| 16   | 1       | 1    | Björn Seeliger            | Suécia         | 48.84 |                  |

### Final
A final foi realizada em 15 de fevereiro às 19:21. 
| Pos.              | Raia | Nadador            | Nacionalidade  | Tempo | Notas |
| ----------------- | ---- | ------------------ | -------------- | ----- | ----- |
| Medalha de ouro   | 4    | Pan Zhanle         | China          | 47.53 |       |
| Medalha de prata  | 5    | Alessandro Miressi | Itália         | 47.72 |       |
| Medalha de bronze | 6    | Nándor Németh      | Hungria        | 47.78 |       |
| 4                 | 8    | Matt Richards      | Grã-Bretanha   | 47.82 |       |
| 5                 | 3    | Hwang Sun-woo      | Coreia do Sul  | 47.93 |       |
| 6                 | 2    | Andrej Barna       | Sérvia         | 48.02 |       |
| 7                 | 1    | Matt King          | Estados Unidos | 48.06 |       |
| 7                 | 7    | Wang Haoyu         | China          | 48.06 |       |

Legenda
| Recorde mundial       | Recorde mundial (World record)               |                       | Recorde africano                      | Recorde africano (African) |                                           | Q | Classificado por posição (Qualified) |
| Recorde do campeonato | Recorde do campeonato (Championship record)  | Recorde da América    | Recorde da América (Americas)         | q                          | Classificado por melhor tempo (Qualified) |   |                                      |
| Melhor marca do ano   | Melhor marca do ano (World leading)          | Recorde asiático      | Recorde asiático (Asian)              | DNS                        | Não largou (Did not start)                |   |                                      |
| Recorde nacional      | Recorde nacional (National record)           | Recorde europeu       | Recorde europeu (European)            | DNF                        | Não terminou (Did not finish)             |   |                                      |
| Recorde pessoal       | Recorde pessoal do atleta (Personal best)    | Recorde da Oceania    | Recorde da Oceania (Oceania)          | DSQ / DQ                   | Desclassificado (Disqualified)            |   |                                      |
| Recorde da temporada  | Recorde da temporada do atleta (Season best) | Recorde sul-americano | Recorde sul-americano (South America) | NM                         | Sem marca (No mark)                       |   |                                      |